# Chambre basse
Pour les articles homonymes, voir Chambre.

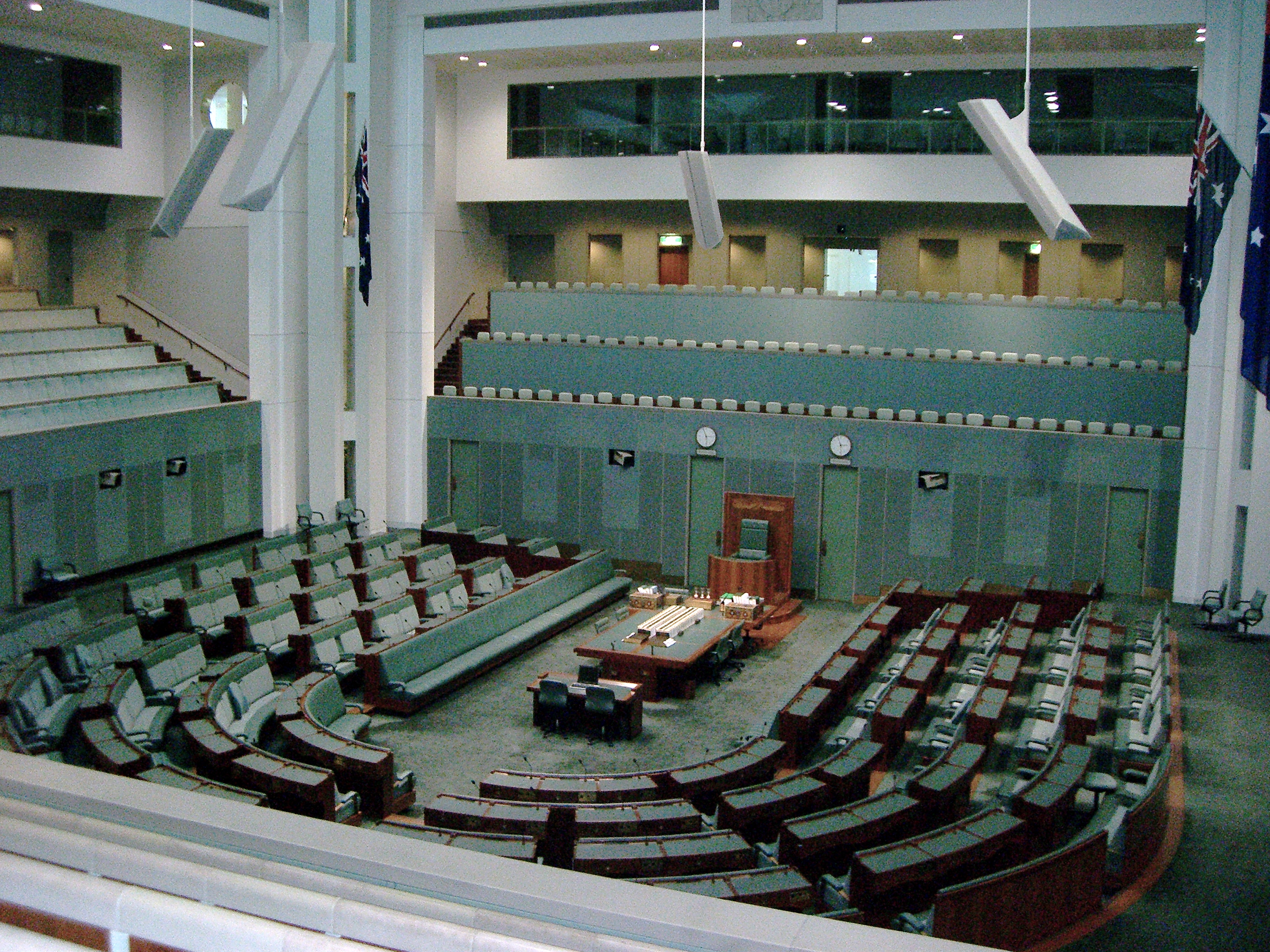
Salle de réunion de la Chambre des représentants d'Australie, la chambre basse du Parlement d'Australie.

La chambre basse est l'une des deux assemblées composant un parlement bicaméral et exerçant conjointement le pouvoir législatif avec la chambre haute.

## Origine du terme
Cette formule signifie que la chambre basse est la plus proche du peuple, qui est en bas.
La chambre basse, au sein d'un parlement bicaméral, se caractérise par un mode de sélection plus populaire que celui de la chambre haute. Cela est vrai même dans les pays où la chambre haute est élue au suffrage direct, par exemple à cause d'un mandat plus long (États-Unis notamment, six ans pour le Sénat contre deux pour la Chambre des représentants) ou pour d'autres raisons (par exemple, en Italie où, jusqu'en 2021, les moins de 25 ans ne peuvent voter aux élections sénatoriales, alors qu'ils peuvent voter à toutes les autres élections dès 18 ans).

## Attributs les plus fréquents
Par comparaison avec la chambre haute, les chambres basses présentent souvent les caractéristiques suivantes :
- elle est toujours élue directement, alors que la chambre haute peut être élue indirectement, voire non élue ;
- ses membres peuvent être élus selon un système différent de celui de la chambre haute ;
- les divisions administratives les plus peuplées sont mieux représentées que dans la chambre haute ; en général, la représentation est proportionnelle à la population ;
- élections plus fréquentes ;
- élue en une fois, et non renouvelée par parties ;
- dans un système parlementaire, peut être dissoute par le pouvoir exécutif ;
- plus de membres (sauf au Royaume-Uni) ;
- âge minimal de candidature inférieur à celui de la chambre haute.

## Utilisation du terme en France
Au XXIe siècle, les termes « chambre basse » et « chambre haute » sont rarement utilisés en France[réf. nécessaire], mais peuvent être trouvés pour éviter une répétition, dans un article de presse par exemple ; les correspondances sont les suivantes :
- la chambre basse est l’Assemblée nationale ;
- la chambre haute est le Sénat.

Néanmoins, l'utilisation de ces termes aurait été très répandue jusqu'à la fin de la Troisième République (1940).

## Utilisation du terme en Suisse
- la chambre basse, dite aussi "chambre du peuple"[1] est le Conseil national.salle du conseil national suisse

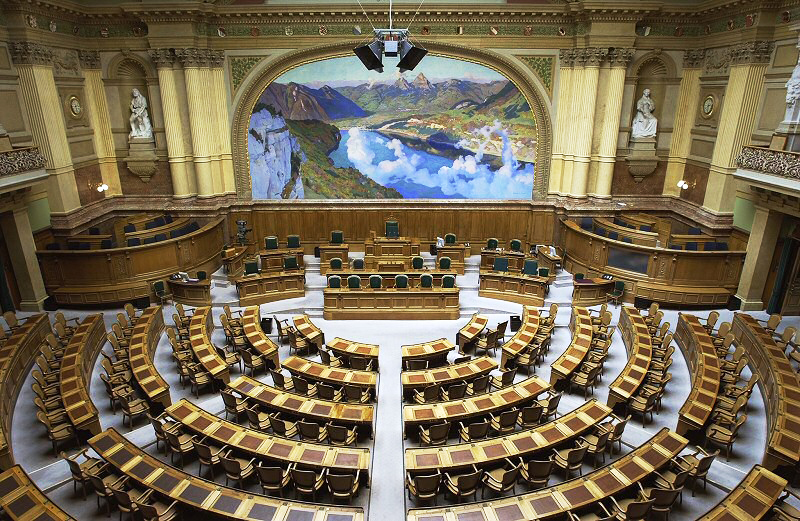
salle du conseil national suisse

- la chambre haute, dite aussi "chambre des Cantons"[2] est le Conseil des États.